# ديفيد كامبل (سياسي أمريكي)
ديفيد كامبل (بالإنجليزية: David Campbell)‏ هو محامي وسياسي أمريكي، ولد في 3 أكتوبر 1957. حزبياً، نشط في الحزب الديمقراطي. وقد انتخب عضو مجلس نواب نيوهامبشير (2004 – 2014).